# Allaman
Allaman es una comuna suiza del cantón de Vaud, situada en el distrito de Morges a orillas del lago Lemán. Limita al norte con la comuna de Aubonne, al noreste con Etoy, al sureste con Buchillon, al sur con Anthy-sur-Léman (FR-74), y al oeste con Perroy y Féchy.
Hasta el 31 de diciembre de 2007 la comuna formó parte del distrito de Rolle, círculo de Rolle.

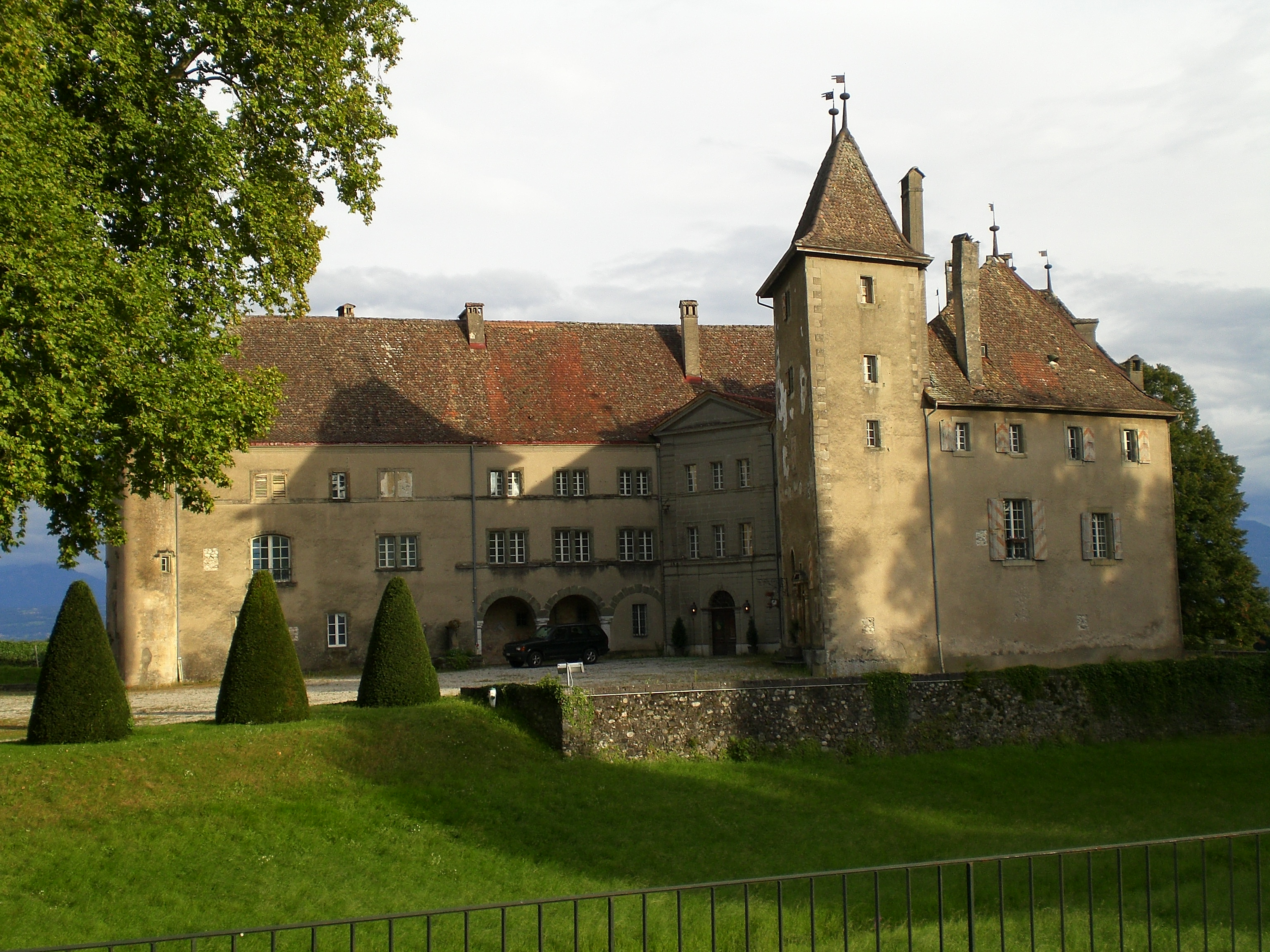
Castillo de Allaman.